# Bryocodia cryptogramma
Bryocodia cryptogramma är en fjärilsart som beskrevs av William James Kaye 1922. Bryocodia cryptogramma ingår i släktet Bryocodia och familjen nattflyn. Inga underarter finns listade i Catalogue of Life.